# توري أندرسون
توري أندرسون (مواليد 1988) هي ممثلة كندية، قامت بدور رئيسي في مسلسل إن سي آي إس: هاواي.

## وصلات خارجية
- توري أندرسون على موقع IMDb (الإنجليزية)
- توري أندرسون على موقع ميتاكريتيك (الإنجليزية)
- توري أندرسون على موقع روتن توميتوز (الإنجليزية)
- توري أندرسون على موقع ألو سيني (الفرنسية)
- توري أندرسون على موقع تيرنر كلاسيك موفيز (الإنجليزية)
- توري أندرسون على موقع قاعدة بيانات الفيلم (الإنجليزية)
- توري أندرسون على موقع كينوبويسك (الروسية)